# Suillia kroeberi
Suillia kroeberi är en tvåvingeart som beskrevs av Leander Czerny 1935. Suillia kroeberi ingår i släktet Suillia och familjen myllflugor. Inga underarter finns listade i Catalogue of Life.